# Chop Air
Chop Air es una aerolínea guatemalteca establecida en 2016 y con sede en el Aeropuerto Internacional La Aurora, en la Ciudad de Guatemala. Como subsidiaria de TAG Airlines, Chop Air se especializa en ofrecer servicios aéreos charter tanto en Guatemala como en la región centroamericana.
Chop Air surgió como una estrategia de expansión para TAG Airlines, una compañía con una sólida trayectoria en la aviación regional. Fundada en 1961, TAG Airlines es reconocida por su colaboración a la conectividad aérea en Centroamérica y el Caribe. La creación de Chop Air respondió a la creciente demanda de vuelos regionales y a la necesidad de diversificar los servicios ofrecidos por TAG Airlines.

## Servicios
Chop Air ofrece una variedad de servicios aéreos que incluyen vuelos dentro de Guatemala y conexiones a países cercanos. Su flota está compuesta por aeronaves modernas diseñadas para asegurar comodidad y seguridad. La aerolínea opera rutas importantes dentro de Guatemala, conectando destinos turísticos y comerciales, y también ofrece vuelos internacionales a países como Belice, El Salvador y Honduras. Este enfoque en expandir su red regional ha hecho que Chop Air sea una opción accesible y confiable para quienes buscan viajar por Centroamérica.

## Flota
Chop Air opera actualmente con 9 helicópteros:
- 5 Bell 206
- 1 Bell 407
- 2 Eurocopter AS 350 Ecureuil
- 1 Eurocopter EC130 B4